# Gordonia barbinervis
Gordonia barbinervis là một loài thực vật có hoa trong họ Theaceae. Loài này được (Moric.) Walp. mô tả khoa học đầu tiên năm 1842.